# Christoph Johann von Münchhausen
Christoph Johann von Münchhausen (* 1695; † 3. August 1756) war ein fürstlich-sächsischer Kreishauptmann und Direktor des Querfurtischen Kreises sowie Kammerrat im Fürstentum Querfurt und Gutsbesitzer.

## Leben
Er entstammte der Weißen Linie des niedersächsischen Adelsgeschlechts Münchhausen und war der Sohn des braunschweig-lüneburgischer Drosten Heinrich Burchard von Münchhausen († 1717). Sein Vater hatte sich 1708 von Kaiser Joseph in Wien den Adelstitel und die adlige Abstammung bestätigen lassen. 
Münchhausen studierte Jura. Gemeinsam mit seinen Geschwistern Anna Elisabeth verehelichte Lindenau, Felicitas Margrethe, Agnese Margrethe und Johann Heinrich von Münchhausen trat er nach dem Tod des Vaters 1717 dessen Erbe an. Sein Vater hatte 1705 und 1709 in Gatterstädt zwei Lehngüter erworben, die speziell an ihn und den Bruder Johann Heinrich von Münchhausen als männliche Lehnserben fielen. Durch einen Rezess vom 3. Juli 1720 überließ Johann Heinrich von Münchhausen, der im niedersächsischen Wolfenbüttel lebte, seinen Anteil an den geerbten väterlichen Gütern seinem Bruder Christoph Johann. Dieser war als Kammerrat, Kreishauptmann und Direktor des Querfurtischen Kreises in den Dienst des Herzogs von Sachsen-Weißenfels getreten.
Zu den zahlreichen Kindern, die Christoph Johann von Münchhausen hinterließ, gehörte auch Johann Gottlieb Bernhard von Münchhausen, der den Familienzweig in Gatterstädt bis 1799 fortsetzte.